# Три сестры (фильм, 1911)
«Три сестры» (англ. Three Sisters) — короткометражный фильм, снят режиссёром Дэвидом Уорком Гриффитом с Мэри Пикфорд в главной роли. Фильм был снят 26 и 28 ноября 1910 в Нью-Йорке, и был выпущен киностудией «Мутоскоп и Байограф» 2 февраля 1911. Авторское право компании «Мутоскоп и Байограф» было зарегистрировано 4 февраля 1911.
Копии и негативы фильма на плёнках 16, 28 и 35 мм находятся сегодня в библиотеке Конгресса США и в музее Джорджа Истмена.

## В ролях
- Мэри Пикфорд — Мэри
- Мэрион Саншайн[англ.] — Флоренс
- Вивиан Прескотт[англ.] — Адель
- Кейт Брюс — мать
- Чарльз Вест[англ.] — поклонник Мэри
- Гарри Хайд[англ.] — поклонник Флоренс
- Вилфред Лукас[англ.] — викарий
- Клэр Макдауэлл
- Лотти Пикфорд[англ.]

## Сюжет
Актриса Адель возвращается с гастролей в родительский дом, где с матерью живут её младшие сестры, Флоренс и Мэри. Флоренс и Мэри не заботятся о матери и каждый вечер убегают на танцы. Адель решает остаться дома и решает открыть танцевальный зал, где Флоренс и Мэри смогли бы танцевать под её наблюдением. К большому разочарованию Адели за Мэри начинает ухаживать один из негодяев, постоянных посетителей танцевального зала.
Адель организует вечеринку, на которую приходит молодой викарий, влюбляющийся в Мэри и решающий её спасти от опасности, грозящей ей на танцах. Адель пытается увещевать Мэри предпочесть викария негодному поклоннику, но Мэри непреклонна. Поклонник предлагает Мэри бежать с ним и она соглашается.
Адель застает Мэри за сбором вещей в дорогу и решает помешать сестре. Заманив сестру в спальню и закрыв её там, Адель соблазняет поклонника Мэри, а Флоренс в это время отпирает спальню и показывает Мэри её поклонника целующего Адель. Бывший поклонник изгнан, а Мэри после мягких увещеваний сестёр соглашается принять ухаживания викария.

## Критика
Анонимный критик из The Moving Picture World назвал «Трёх сестёр» «одной из проповедей в картинках»., которыми славился «Мутоскоп и Байограф». Фильм, по мнению критика, учит, что «безнравственность распространена везде, в особенности она подстерегает молодых девушек». Других целей, по мнению критика фильм не преследовал. Рецензент The New York Dramatic Mirror указывал на медленное начало фильма, считая, что шесть-восемь предварительных сцен могли быть сведены к двум. Никлодеон счёл появление викария в финале счёл неудачным, несмотря на юмор заключительной сцены.
Говоря об актёрских работах, рецензент The New York Dramatic Mirror отмечал, что Адель в исполнении Прескотт, «умная и живая девушка», является образцом комического персонажа; Motography вторил этим оценкам считая роль Адель успехом Прескотт. Никлодеон также высоко оценил актёрские работы Прескотт и Пикфорд, передавших два очень разных женских характера, а также Веста в роли поклонника Мэри. Автор письма в The Moving Picture News сравнивает союз Мэри и викария с союзом Глории Квейл и Джона Сторма из «Христианина» Кейна и считает, что талант Пикфорд блистал ярче в фильмах «Мутоскопа и Байографа» чем в фильмах компании Independent Moving Pictures.

## Кинематографический анализ
Из пятидесяти восьми монтажных кадров, из которых состоит фильм, двадцать восемь приходятся на развязку, последовательность сцен, в которых Адель раскрывает глаза Мэри на ветреность поклонника. Сцены развязки сняты в доме девушек, состоящем из трёх комнат, гостиной, столовой и спальни, поочерёдно фронтально показываемых камерой; переход камеры из комнаты в комнату, как правило соответствует перемещению персонажа. Как в большинстве фильмов «Байографа» этого периода режиссёр синхронизирует переход персонажей из одной комнаты в другую, то есть, если героиня выходит из левой двери столовой, то в следующей сцене она входит в гостиную справа. Тем не менее, в отличие от других фильмов периода, единый дом девушек — иллюзия; каждая из комнат была отдельной декорацией, её строили, в ней снимали несколько сцен, и демонтировали, чтобы построить декорацию следующей комнаты. Возможно с этим связана режиссёрская ошибка: Мэри и Флоренс уходят из гостиной через остающуюся за кадром левую дверь, в то время как приехавшая Адель входит в гостиную справа, оттуда где расположены столовая и спальня, ни в одной из которых нет выхода на улицу.
Фильм отличается высоким темпом, особенно в начальных сценах: в «Трёх сёстрах» столько же монтажных сцен сколько и в более динамичном «Его обязательстве».
Особого внимания заслуживают жесты героев: так, говоря о Мэри и Адель, и викарий делают жест обычно обозначающий ребёнка — раскрывают руку на высоте около метра, поворачивая её ладонью вниз. Поскольку Мэри явно взрослая девушка этот жест обозначает её невинность и уязвимость. В конце фильма, когда Адель изгоняет неудачливого поклонника Мэри она машет большим пальцем, указывая на дверь, говорит «Вон!» и одёргивает отворот «выбрасывая» отрицательного героя.

## Показ
«Три сестры» регулярно входят в ретроспективы фильмов Дэвида Уорка Гриффита.